# 伊藤剛 (評論家)
伊藤 剛（いとう ごう、1967年〈昭和42年〉 - ）は、日本の漫画評論家、鉱物愛好家。東京工芸大学芸術学部マンガ学科教授。マンガ表現論、キャラクター文化論を専門とし、著書に『テヅカ・イズ・デッド』がある。文化庁メディア芸術祭マンガ部門審査委員、「『描く！』マンガ展」監修、「ゲンロン ひらめき☆マンガ教室」講師などを歴任。日本マンガ学会会員。「文化庁メディア芸術祭20周年企画展」ではマンガ部門の監修を務め、大英博物館で開催されたマンガ展「The Citi exhibition Manga」にも協力した。

## 来歴・人物

### 漫画の世界へ
1967年、名古屋市に生まれる。名古屋大学理学部地球科学科卒業。NTTデータの会社員を経て、浦沢直樹のアシスタントを務める。1996年には、名古屋鉱物同好会共編著の『東海鉱物採集ガイドブック』が出版されている。日本マンガ学会を設立を目指した2000年のシンポジウムにも参加し、後に同会の会員となる。アミューズメントメディア総合学院マンガ学科でマンガ製作を指導したり、『ぱふ』で「ヒットまんがのしくみ」を連載。『SPA!』ではマンガ評論を執筆し、『ユリイカ』にも寄稿していた。

### 『テヅカ・イズ・デッド』執筆
2005年にNTT出版から『テヅカ・イズ・デッド』を出版。同書では「キャラ」と「キャラクター」を分節し、「フレームの不確定性」を論じた。また、手塚治虫の『地底国の怪人』の耳男を例にして、「キャラクター」と「キャラ」を論じた。さらに竹内オサムが手塚の発明としていた『新宝島』における映画的な手法を手塚以前から存在していたと指摘し、「萌え系キャラマンガ」が研究者や評論家から無視されていると指摘した。
2005年11月18日には夏目房之介や宮本大人と鼎談し、「マンガ批評の最前線」が特集された『ユリイカ』2006年1月号に掲載された。2006年からは武蔵野美術大学芸術文化学科で非常勤講師を務める。また、NTT出版のサイトでは川原和子と「おすすめマンガ時評『此れ読まずにナニを読む？』」の連載を務め、2007年5月19日に開催された「同人誌と表現を考えるシンポジウム」の有識者討論に登壇した。一方2008年には、趣味としての鉱物の楽しみ方を紹介したという『鉱物コレクション入門』を共著で出版している。

### 東京工芸大学時代
2009年、東京工芸大学芸術学部マンガ学科の准教授に就任（後、2016年から教授）。早稲田大学文化構想学部や武蔵野美術大学芸術文化学科では非常勤講師も務めた。2009年には、さやわか・西島大介らが講師を務めたニフティ開催の「ひらめき☆マンガ学校 公開講義 ～消えたマンガ原稿67ページ～」に登壇。2013年の『マンガ研究13講』では、中学校や高等学校の美術教育におけるキャラクター表現の扱いについて論じた。
文化庁メディア芸術祭では、第16-18回（2012-2014年）にマンガ部門の審査委員を務める。2015年から2017年にかけて大分などで巡回展として開催された「『描く！』マンガ展」では監修を担当。大分や京都での開催では田中圭一とともにトークイベントに出演。大分や豊橋開催では東京工芸大学の学生とともにマンガ家体験ワークショップにも協力した。2016年10月15日から11月6日まで開催された「文化庁メディア芸術祭20周年企画展」では、マンガ部門の監修を務めている。
2019年4月13日には『朝日新聞』に「「手塚治虫と平成」を読み解く 踏み出した先の非日常と未来」が掲載されている。また、同年に大英博物館で開催されたマンガ展「The Citi exhibition Manga」にはアドバイザーとして協力し、クロージングイベントして大英図書館で開催されたシンポジウム「Manga Symposium」には夏目房之介と登壇している。なお、「ゲンロン ひらめき☆マンガ教室」では第1期から講師を務め、2022年の第5期でも講師を務める。

## 著書

### 単著
- 『テヅカ・イズ・デッド ― ひらかれたマンガ表現論へ ―』NTT出版、2005年9月、ISBN 9784757141292。
  - 『テヅカ・イズ・デッド ― ひらかれたマンガ表現論へ ―』星海社〈星海社新書 53〉、2014年9月、ISBN 9784061385566。
- 『マンガは変わる ― "マンガ語り"から"マンガ論"へ ―』青土社、2007年12月、ISBN 9784791763856。
- 『マンガを読む。』青土社、2008年4月、ISBN 9784791764013。

### 共編著
- 『東海鉱物採集ガイドブック』七賢出版株式会社中部事業部〈Guidebook of Shichiken〉、1996年7月、ISBN 4883043061。- 名古屋鉱物同好会 編（共編）[1]
- 『鉱物コレクション入門 A guide to collecting minerals』築地書館、2008年10月、ISBN 9784806713661。- 高橋秀介との共著

### 分担執筆
- 『網状言論F改 ― ポストモダン・オタク・セクシュアリティ ―』青土社、2003年1月、ISBN 4791760093。- 東浩紀 編著[注 9]
- 『コンテンツの思想 ― マンガ・アニメ・ライトノベル ―』青土社、2007年3月、ISBN 9784791763252。- 東浩紀ほか著[注 10]
- 『マンガを「見る」という体験 ― フレーム、キャラクター、モダン・アート ―』水声社、2014年7月、ISBN 9784801000513。- 鈴木雅雄 編[注 11]
- 『『描く!』マンガ展 : 名作を生む画技に迫る ― 描線・コマ・キャラ ―』『描く!』マンガ展企画事務局、2015年、NCID BB20825894。- 三輪健太朗 編集[注 12]
- 『マンガ研究13講』水声社、2016年8月、ISBN 9784801001688。- 小山昌宏、玉川博章、小池隆太 共編[注 13]
- 『マンガ視覚文化論 ― 見る、聞く、語る ―』水声社、2017年3月、ISBN 9784801001831。- 鈴木雅雄、中田健太郎 共編[注 14]
- 『拡張する戦後美術』小学館〈日本美術全集19 戦後〜1995〉2015年8月、ISBN 9784096011195。- 椹木野衣 編[注 15]
- 『マンガ家になる! ゲンロン ひらめき☆マンガ教室 第1期講義録』ゲンロン、2018年、ISBN 978-4907188290。- さやわか、西島大介 共編[注 16]
- 『マンガメディア文化論 ― フレームを越えて生きる方法 ―』水声社、2022年5月、ISBN 9784801006195。- 鈴木雅雄、中田健太郎 共編[注 17]

### 対談
- 「スーパーフラット以後のマンガと美術」椹木野衣 著『美術になにが起こったか 1992-2006』国書刊行会、2006年11月、ISBN 4336048010[47]。
- 「伊藤剛氏との対話(1)(2)」大泉実成 著『オタクとは何か』草思社、2017年4月、255-294頁、ISBN 9784794222725。

## 主な著作
- 夏目房之介、宮本大人、伊藤剛「キャラの近代、マンガの起源 『テヅカ・イズ・デッド』をめぐって」『ユリイカ』第38巻第1号、青土社、2006年1月、52-67頁。CRID 1520010380373677184。
- 伊藤剛「801ちゃんのとなりで」『ユリイカ』第39巻第7号（2007年6月臨時増刊号）、青土社、2007年6月、98-105頁。CRID 1520854805732018048。
- 伊藤剛「「萌え」と「萌えフォビア」」『國文學』第53巻第16号、學燈社、2008年11月、14-25頁。CRID 1522825129572058624。
- 伊藤剛、川原和子. “おすすめマンガ時評『此れ読まずにナニを読む？』”. Web nttpub. NTT出版. 2022年3月18日(UTC)閲覧。
- 伊藤剛 (2019年4月17日). “「手塚治虫と平成」を読み解く 踏み出した先の非日常と未来”. 好書好日. 朝日新聞社. 2022年3月18日(UTC)閲覧。
- 伊藤剛 (2021年5月27日). “書評 岩下朋世『キャラがリアルになるとき ２次元、2.5次元、そのさきのキャラクター論』”. メディア芸術カレントコンテンツ. 文化庁. 2022年3月18日(UTC)閲覧。
- 伊藤剛（聞き手 尾沢智史） (2023年5月31日). “（リレーおぴにおん）長すぎる：1 長いマンガ色々、歴史の中で 伊藤剛さん”. 朝日新聞デジタル. 朝日新聞社. 2024年4月25日(UTC)閲覧。